# Кузьмінський Іван Юрійович
Іван Юрійович Кузьмінський (позивний «Доцент»; 5 жовтня 1983, м. Бердичів, Житомирська область — 17 травня 2023, біля с. Діброва, Луганська область) — український музикознавець, режисер, науковець, військовослужбовець, старший солдат 67 ОМБр Збройних сил України, учасник російсько-української війни. Кавалер ордена «За мужність» III ступеня (2024, посмертно). Кандидат мистецтвознавства (2014).

## Життєпис
Іван Кузьмінський народився 5 жовтня 1983 року в місті Бердичеві на Житомирщині.
Навчався у Десятій середній школі міста Бердичева (нині - Ліцей № 10 "Тріумф" м. Бердичева Житомирської області), а також у Бердичівській музичній школі. У 2003 році закінчив з відзнакою Житомирське державне музичне училище ім. В. С. Косенка (спеціальність - "Музичне мистецтво"), у 2008 році - Національну музичну академію України імені Петра Чайковського (спеціальність - "Музичне мистецтво"). 
Працював викладачем Житомирського державного музичного училища ім. В. С. Косенка, доцентом кафедри старовинної музики Національної музичної академії України ім. П. І. Чайковського, читав лекції по всій Україні.
У 2014 році в alma mater захистив дисертацію на здобуття наукового ступеня кандидата мистецтвознавства зі спеціальності "Музичне мистецтво" на тему "Витоки, музична теорія та виконавська практика партесного багатоголосся", закінчив докторантуру .
З 2008 року був режисером дитячого телеканалу «Малятко TV».
З початком широкомасштабного російського вторгнення став на захист України. Старший солдат, тимчасово виконуючий обов’язки командира розвідувального взводу 2-го механізованого батальйону "Росомахи" 67-мої окремої механізованої бригади (Україна).
Загинув 17 травня 2023 року від кулі снайпера біля села Діброва на Луганщині.
Похований в рідному місті. Залишилися мати, дружина, донька та син.

## Доробок
Автор наукових статей про давню українську музику. 2019 року в експозиції Національного музею історії України віднайшов невідомий рукопис музично-теоретичного трактату, який походив з XVIII століття.

## Нагороди
- Орден «За мужність» III ступеня (22 березня 2024, посмертно) — за особисту мужність, виявлену у захисті державного суверенітету та територіальної цілісності України, самовіддане виконання військового обов'язку[2].
- Нагрудний знак "Знак пошани" (20 вересня 2024, посмертно).